# 二道江乡
二道江乡，是中华人民共和国吉林省通化市二道江区下辖的一个乡镇级行政单位。

## 行政区划
二道江乡下辖以下地区：
二道江村、三道江村、桃源村、桦树村和样子沟村。